# 顧雲程
顧雲程（1541年—1613年），字務遠，號襟宇，直隸蘇州府常熟縣人，民籍，明朝政治人物。

## 生平
萬曆元年（1573年）癸酉科應天鄉試第二十三名舉人，五年（1577年）中式丁丑科會試第八十三名，三甲第一百十五名進士。授淳安縣知縣，十年（1582年）調嘉興縣知縣，十三年（1585年）七月升雲南道監察御史，十五年（1587年）出為江西按察司僉事、兵備九江，十七年（1589年）二月升貴州布政使司右參議、兵備思石，升雲南按察司副使，二十一年（1593年）七月升四川布政使司左參政，十一月調山東布政使司左參政、兵備霸州，二十七年（1599年）正月升山東按察使、管永平道兵備事，二十八年（1600年）四月升河南右布政使，未到任，永平士民保留，改山東右布政使，三十五年（1607年）升南京太常寺卿，乞歸，四十一年（1613年）卒。

## 家族
曾祖顧賢；祖父顧江；父顧早。前母王氏、蘇氏；母陸氏。慈侍下。子顧大章。